# Bételgeuse (pétrolier)
Pour les articles homonymes, voir Bételgeuse (homonymie).
Le Bételgeuse était un pétrolier français de 121.000 tonnes exploité par une filiale de transport maritime du groupe pétrolier français Total (entreprise), qui explosa dans la baie de Bantry en Irlande le 8 janvier 1979, alors qu'il déchargeait son chargement de pétrole brut d'Arabie saoudite au terminal pétrolier de Gulf Oil, faisant cinquante victimes,.

## Catastrophe de Whiddy Island

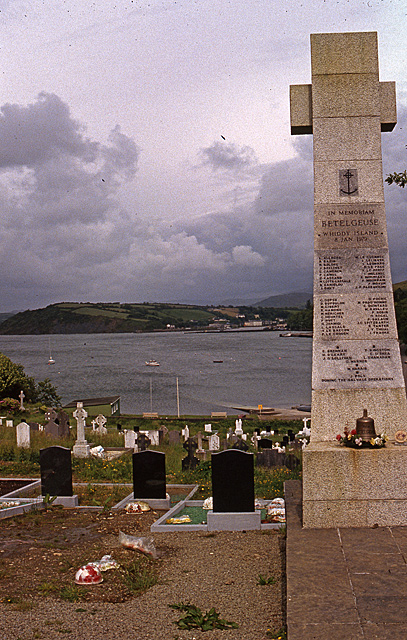
Mémorial des victimes du Bételgeuse au cimetière de l'abbaye de Bantry.

Whiddy Island est une île située dans la baie de Bantry en Irlande. Cette île accueille un terminal pétrolier. En janvier 1979, le Bételgeuse arrive à ce terminal pétrolier chargé de 74 000 tonnes de brut lourd arabe et 40 000 tonnes de brut léger arabe. Le 8 janvier 1979 lors du déchargement de la cargaison, il explose et se brise en trois morceaux.
Cet accident provoqua la mort des 42 membres d’équipage ainsi que de 8 personnels du terminal pétrolier, ainsi que la perte totale du navire.
Des croix et monuments à la mémoire des victimes ont été érigées en Irlande et en France à Plérin, à la pointe du Roselier, près de Saint-Brieuc, région d'où étaient originaires une dizaine des victimes membres de l'équipage.

## Rapports d'enquête
Deux rapports d'accident furent émis, l'un par l'Irlande, en 1980, et un autre par la France en 1982.
Alors que le rapport irlandais incriminait principalement le mauvais état de la coque, le rapport français n'a pu déterminer de causes précises et vérifiables de la catastrophe.
L'association des familles des victimes continue à poser des questions sur les circonstances de l'accident et les contenus des rapports d'enquête.
| Bételgeuse |

## Découverte de l'épave de laSurveillante
Après l'explosion du Bételgeuse, l'épave de la Surveillante est découverte par 23 mètres de fond dans la baie de Bantry. Ce vaisseau français avait été sabordé pendant l'Expédition d'Irlande de 1796 après avoir subi d'importants dégâts au cours d'une tempête. Le site de l'épave est désormais protégé en tant que mémorial, et une maquette au 1⁄6 est exposée à Bantry.